# Liu Chunhong
Liu Chunhong (chinesisch 刘春红, Pinyin Liú Chūnhóng, * 29. Januar 1985 in Yantai) ist eine ehemalige chinesische Gewichtheberin der 69-kg-Gewichtsklasse, die international 2003 und 2005 auch in der 75-kg-Klasse Wettbewerbe bestritten hat.

## Karriere
Liu Chunchong stammt aus Yantai in der chinesischen Provinz Shandong. Sie begann als Jugendliche in der Sportschule der Stadt Yantai mit Judo, wechselte aber 1996 mit 13 Jahren zum Gewichtheben. Die 1,65 m große Sportlerin qualifizierte sich durch gute Leistungen im Regionalbereich bereits 1998 für die Provinzauswahl von Shandong und kam 2002 in die chinesische Nationalmannschaft. Im gleichen Jahr wurde sie Junioren-Weltmeisterin (U 20) in der Gewichtsklasse bis 69 kg mit einer Zweikampfleistung von 255 kg (107,5–147,5) und wurde ferner auch bei der Weltmeisterschaft der Damen in Warschau eingesetzt. Dort unterliefen ihr zwar im Reißen drei Fehlversuche, so dass sie ohne Zweikampfleistung blieb, in der Einzeldisziplin Stoßen erreichte sie aber 147,5 kg und gewann damit die Silbermedaille.
2003 startete Liu Chunhong bei der Junioren-Weltmeisterschaft (U 20) in Hermosilo in der Gewichtsklasse bis 75 kg. Sie erreichte dabei 260 kg (112,5–147,5) im Zweikampf, musste sich aber überraschend der Ägypterin Nahla R. Mohamed geschlagen geben, die auf 262,5 kg (115–147,5) kam. Bei der Weltmeisterschaft der Damen 2003 in Vancouver startete sie wieder in der Gewichtsklasse bis 69 kg und siegte dort mit einer Zweikampfleistung von 270 kg (120–150). Auch in den Einzeldisziplinen Reißen und Stoßen gewann sie die Goldmedaille. 2004 wurde sie mit einer Leistung von 275 kg (122,5–152,5) in der Gewichtsklasse bis 69 kg Olympiasiegerin vor der Ungarin Eszter Krutzler, die 262,5 kg (117,5–145) erreichte.
2005 wurde Liu Chunhong in Busan Junioren-Weltmeisterin (U 23) in der Gewichtsklasse bis 75 kg Körpergewicht. Dabei verwies sie Swetlana Podobedowa aus Russland, die 262 kg (115–147) erreichte, auf den 2. Platz. Wenige Monate später wurde sie in Doha auch Weltmeisterin der Damen in der Gewichtsklasse bis 75 kg mit der phantastischen Zweikampfleistung von 285 kg (126–159). Sie siegte dabei aber nur auf Grund ihres erheblich niedrigeren Körpergewichtes vor der Russin Natalja Sabolotnaja, die ebenfalls auf 285 kg (130–155) kam. Auch die Drittplatzierte dieses Wettkampfes, Swetlana Podobedowa, erreichte mit 279 kg (124–155) eine hervorragende Leistung.
Bei der Weltmeisterschaft 2006 in Santo Domingo trat Liu Chunhong in keiner guten Form an. Sie schaffte im Reißen nur 111 kg, mit denen sie immerhin eine Silbermedaille gewann. Im Stoßen unterliefen ihr drei Fehlversuche, so dass sie ohne Zweikampfleistung blieb. In weitaus besserer Form war sie bei der Weltmeisterschaft 2007 in Chiang Mai/Thailand. Sie hob dort in der Gewichtsklasse bis 69 kg im Zweikampf 271 kg (121–150), musste sich allerdings der sehr gut disponierten Russin Oksana Sliwenko, die auf 276 kg (120–156) kam, geschlagen geben.
In den folgenden Jahren brach ihre Form deutlich ein. Sie trat noch bei der Weltmeisterschaft 2009 in Goyang/Südkorea an, erreichte in der Gewichtsklasse bis 69 kg nur 245 kg (110–135) und kam damit nur auf den 4. Platz. Nach den Asienspielen 2010 in Guangzhou, bei denen sie mit 242 kg (110–132) noch einmal siegte, trat sie deshalb zurück.

## Doping
Die 2016 durchgeführte Serie von Doping-Nachtests zu den eingelagerten Proben von den Olympischen Spielen 2008 brachte zutage, dass Liu Chunhong damals gedopt gewesen war. Sie wurde disqualifiziert und ihr erster Platz gestrichen.

## Internationale Erfolge/Mehrkampf
| Jahr | Platz | Wettbewerb                           | Gewichtsklasse | Ergebnisse |
| 2002 | 1.    | Katar Grand Prix                     | bis 69 kg      | mit 255 kg, vor Huang Shi-Chun, Taiwan, 225 kg und Wanda Maslowska, Ukraine, 222,5 kg                                                                                        |
| 2002 | 1.    | Junioren-WM (U 20)                   | bis 69 kg      | mit 255 kg (107,5–147,5), vor Tuka Andela Medina, Kolumbien, 232,5 kg (107,5–125) und Nahla R. Mohamed, Ägypten, 230 kg (102,5–127,5)                                        |
| 2002 | unpl. | WM in Warschau                       | bis 69 kg      | nach drei Fehlversuchen im Reißen, 147,5 kg im Stoßen, ohne Zweikampfleistung                                                                                                |
| 2002 | 1.    | Asian-Spiele in Busan                | bis 69 kg      | mit 262,5 kg, vor Pawina Thongsuk, Thailand, 260 kg und Mya Sando Oo, Myanmar, 250 kg                                                                                        |
| 2003 | 2.    | Junioren-WM (U 20) in Hermosilo      | bis 75 kg      | mit 260 kg (112,5–147,5), hinter Nahla R. Mohamed, 262,5 kg (115–147,5), vor Sibel Şimşek, Türkei, 230 kg (100–130)                                                          |
| 2003 | 1.    | WM in Vancouver                      | bis 69 kg      | mit 270 kg (120–150), vor Eszter Krutzler, Ungarn, 262,5 kg (117,5–145) und Walentina Popowa, Russland, 257,5 kg (117,5–140)                                                 |
| 2004 | 1.    | Asienmeisterschaft in Almaty         | bis 69 kg      | mit 270 kg, vor Pawina Thongsuk, 262,5 kg und Irina Wlassowa, Kasachstan, 225 kg                                                                                             |
| 2004 | Gold  | OS in Athen                          | bis 69 kg      | mit 275 kg, vor Eszter Krutzler, 262,5 kg und Zarema Kassajewa, UdSSR, 262,5 kg                                                                                              |
| 2005 | 1.    | Junioren-WM (U 23) in Busan          | bis 75 kg      | mit 273 kg, vor Swetlana Podobedowa, Russland, 262 kg (115–147) |
| 2005 | 1.    | WM in Doha                           | bis 69 kg      | mit 285 kg (126–159), vor Natalja Sabolotnaja, UdSSR, 285 kg (130–155) und Swetlana Podobedowa, 279 kg (124–155)                                                             |
| 2006 | unpl. | WM in Santo Domingo                  | bis 69 kg      | nach 111 kg im Reißen drei Fehlversuche im Stoßen und damit ohne Zweikampfleistung                                                                                           |
| 2007 | 2.    | WM in Chiang Mai/Thailand            | bis 69 kg      | mit 271 kg (121–150), hinter Oksana Sliwenko, Russland, 376 kg (120–156), vor Natalja Dawidowa, Ukraine, 244 kg (114–130) und Devi Laishram Monika, Indien, 222 kg (100–122) |
| 2008 | 1.    | Asienmeisterschaft in Kanazawa/Japan | bis 69 kg      | mit 262 kg (117–145), vor Kao Ya-Chun, Taiwan, 222 kg (98–124) und Davi Laishram Monika, Indien, 222 kg (100–122)                                                            |
| 2009 | 4.    | WM in Goyang/Südkorea                | bis 69 kg      | mit 245 kg (110–135), hinter Nasik Awdaljan, Armenien, 266 kg (119–149), Oksana Sliwenko, 264 kg (118–146) und Zhan Shaoling, Macao, 248 kg (112–136)                        |
| 2010 | 1.    | Asien-Spiele in Guangzhou            | bis 69 kg      | mit 242 kg (110–132), vor Sinta Darmaniani, Indonesien, 238 kg (101–137) und Wang Ya-Jhen, Taiwan, 233 kg (100–133)                                                          |

## Medaillen Einzeldisziplinen
- WM-Goldmedaillen: 2003/Reißen, 2003/Stoßen, 2005/Stoßen, 2007/Reißen
- WM-Silbermedaille: 2002/Stoßen, 2005/Reißen, 2006/Reißen, 2007/Stoßen

## Chinesische Meisterschaft
- 2006, 1. Platz, bis 75 kg KG, mit 265 kg, vor Du Yeying, 252 kg und Yang Yuewei, 248 kg

## Weltrekorde
in der Gewichtsklasse bis 69 kg Körpergewicht:
im Reißen:
2002, 115,5 kg - 2003, 116 kg - 2003, 117,5 kg - 2003, 118 kg - 2003, 120 kg - 2004, 122,5 kg
im Stoßen:
2002, 144 kg - 2002, 147,5 kg - 2002, 148 kg - 2003, 148,5 kg - 2003, 150 kg - 2004 - 150,5 kg - 2004, 152,5 kg - 2004, 153 kg
im Zweikampf:
2002, 260 kg - 2002, 262,5 kg - 2003, 265 kg - 2003, 267,5 kg - 2003, 270 kg - 2004, 275 kg
in der Gewichtsklasse bis 75 kg Körpergewicht:
im Reißen:
2005, 126 kg
im Stoßen:
2005, 159 kg
im Zweikampf:
2005, 285 kg

## Erläuterungen
- alle Wettkämpfe im Zweikampf, bestehend aus Reißen und Stoßen
- WM = Weltmeisterschaft